# Murray Heatley
Murray Heatley (* 7. November 1948 in Calgary, Alberta) ist ein ehemaliger kanadischer Eishockeyspieler, der während seiner aktiven Karriere unter anderem für die Minnesota Fighting Saints und Indianapolis Racers in der World Hockey Association gespielt hat. Seine Söhne Dany und Mark sind ebenfalls professionelle Eishockeyspieler.

## Karriere
Murray Heatley studierte an der University of Wisconsin–Madison und spielte für deren Eishockeymannschaft in der Western Collegiate Hockey Association. In seiner Jugendzeit hatte er auch Baseball gespielt. Während der Saison 1970/71 sammelte er erste Erfahrungen in der Central Hockey League und ging in sechs Begegnungen für die Tulsa Oilers aufs Eis. In der folgenden Spielzeit gelang dem Flügelspieler der Durchbruch in die Central Hockey League. Heatley wurde zur Saison 1972/73 von den Phoenix Roadrunners aus der Western Hockey League verpflichtet. In seiner einzigen Saison mit den Roadrunners beendete er die reguläre Saison mit 98 Punkten als zweitbester Scorer der Liga. Im Anschluss ging Heatley zu den Minnesota Fighting Saints in die World Hockey Association. Vier Saisons absolvierte er in der WHA und ging auch für die Indianapolis Racers aufs Eis.
Während dieser Zeit spielte er gemeinsam mit Wayne Connelly, Pat Stapleton und Mike Walton. Während der Saison 1975/76 hatte er auch ein Engagement bei den Mohawk Valley Comets aus der North American Hockey League. Von 1977 bis 1980 spielte Heatley für den SC Riessersee in der Eishockey-Bundesliga. Nach Abschluss seiner Debütsaison, in der er mit der Mannschaft die Deutsche Meisterschaft gewonnen hatte, wurde er ins All-Star Team der Liga gewählt. Später setzte der Kanadier seine Karriere beim ERC Freiburg fort, mit dem er 1981 den Aufstieg in die Eishockey-Bundesliga erreichte. Zur Saison 1985/86 nahm er ein Angebot des EHC Olten aus der Nationalliga A an und ging als einer von drei Ausländern neben Roberto Lavoie und Erich Kühnhackl aufs Eis.

## Erfolge und Auszeichnungen
- 1978 Deutscher Meister mit dem SC Riessersee
- 1978 Eishockey-Bundesliga All-Star Team